# Cyrano (film)
Cyrano è un film del 2021 diretto da Joe Wright.
La pellicola è l'adattamento cinematografico dell'omonimo musical di Erica Schmidt, a sua volta tratto dalla celebre commedia Cyrano de Bergerac di Edmond Rostand.

## Trama
La bella ma squattrinata orfana Rossana va a teatro con il conte De Guiche, innamorato di lei e determinato a sposarla. Rossana afferma il suo desiderio di sposarsi per amore e mentre si siede, lei e il soldato appena reclutato Christian de Neuvillette si vedono e sono immediatamente infatuati l'uno dell'altro. All'inizio dello spettacolo, l'amico d'infanzia di Rossana, il nano Cyrano de Bergerac, si oppone all'attore protagonista e lo caccia fuori dal palco con insulti in rima, poi duella con un uomo che lo definisce un mostro per le sue condizioni.
Rossana si incontra privatamente con Cyrano, che non riesce a rendersi conto di essere disperatamente innamorato di lei. Gli dice che si è innamorata a prima vista di Christian e gli chiede di organizzare un incontro. Sebbene con il cuore spezzato, Cyrano incontra Christian e scopre che è incapace di esprimere i suoi sentimenti con un linguaggio più raffinato. Non volendo deludere Rossana, Cyrano decide di scrivere innumerevoli lettere che esprimono i suoi profondi sentimenti di amore per lei, facendole passare come lettere scritte da Christian per Rossana.
Quando Christian e Rossana finalmente si incontrano di persona, lui non è in grado di eguagliare il potere delle parole di Cyrano, che l'hanno fatta innamorare di Christian, e inavvertitamente la insulta. Rossana dichiara di aver bisogno di qualcosa di più di semplici luoghi comuni e se ne va. Più tardi, Cyrano aiuta Christian a fare ammenda nascondendosi nell'ombra e sussurrando cosa dire a Rossana al balcone. Lo perdona quando arriva una lettera di De Guiche con un prete, in cui dichiara che verrà per sposarla e usarla fisicamente, anche contro il suo volere. Rossana e Christian si sposano frettolosamente e De Guiche, infuriato, fa in modo che Christian e Cyrano vengano inviati al fronte.
Durante la guerra, Cyrano invia a Rossana una lettera da parte di Christian ogni giorno e rischia la propria vita per mantenere in vita Christian per Rossana. De Guiche alla fine invia la loro unità in missione suicida e Cyrano rivela di aver già scritto un'ultima lettera a Rossana, qualora fosse arrivata la loro fine. Christian vede che la lettera è macchiata di lacrime e si rende conto che Cyrano ama Rossana e che l'uomo che Rossana ama davvero è Cyrano. Corre per incontrare i cannoni del nemico e viene ucciso.
Tre anni dopo, Cyrano è impoverito e malato per le ferite di guerra che non sono mai guarite del tutto. Rossana rimane la sua cara amica. Sentendo che sta per morire, Cyrano incontra Rossana che chiede l'ultima lettera di Christian. Cyrano la recita a memoria, facendo capire che tutte le lettere di Christian provenivano da lui. Rossana dichiara il suo amore per Cyrano prima che lui muoia pacificamente tra le sue braccia.

## Produzione

### Sviluppo
La Metro-Goldwyn-Mayer ha annunciato ad agosto 2020 di aver acquisito i diritti cinematografici del musical di Erica Schmidt Cyrano. Il film è prodotto da Working Title Films e la regia affidata a Joe Wright. Peter Dinklage e Haley Bennett, già protagonisti del musical a teatro, sono ritornati ad interpretare i rispettivi ruoli, affiancati da Ben Mendelsohn e Brian Tyree Henry. A settembre 2020 anche Kelvin Harrison Jr. è entrato a far parte del cast.
Le musiche del film sono state composte dai The National.

### Riprese
Le riprese hanno avuto inizio a ottobre 2020 in Sicilia, durante la pandemia di COVID-19.
Dal 25 agosto al 7 ottobre 2020 sono cominciate le operazioni per l'allestimento del set cinematografico a Noto.
Le riprese sono iniziate 9 ottobre 2020 a Noto tra Palazzo Ducezio e la Cattedrale di San Nicolò.
Tra le location utilizzate: Palazzo Di Lorenzo del Castelluccio, tutte le altre sono state messe a disposizione dall'Amministrazione Comunale: Palazzo Nicolaci di Villadorata, via Camillo Benso Conte di Cavour, via Raffaele Trigona, corso Vittorio Emanuele, la torre campanaria della chiesa di San Carlo Borromeo al Corso, via Corrado Nicolaci, la chiesa di San Francesco d'Assisi all'Immacolata ed altre minori.
Le riprese sono durate 68 giorni: 46 a Noto, 10 giorni sull'Etna, 3 giorni a Catania a Palazzo Biscari, 6 giorni a Siracusa al Castello Maniace e 3 giorni a Scicli nella Chiesa di San Matteo.

## Colonna sonora
La colonna sonora di Cyrano è stata composta e orchestrata da Aaron Dessner e Bryce Dessner, membri della band The National che hanno lavorato anche alla versione teatrale da cui è tratto il film.
I testi dei brani sono stati scritti dal cantautore Matt Berninger e Carin Besser.
Su espressa volontà del regista, i brani della colonna sonora eseguiti dagli attori sono stati registrati dal vivo sul set durante le riprese del film dove avrebbero sentito le canzoni usando un auricolare con tracce strumentali già registrate o accompagnate da un pianoforte. In una fase successiva è stata registrata la parte musicale eseguita da un'orchestra.
La canzone d’apertura del film, Someone To Say, è uscita come singolo l'8 ottobre 2021 poi seguita da Somebody Desperate il 3 dicembre 2021. Quest'ultima canzone è stata scritta esclusivamente per il film e suonata durante i titoli di coda dalla band The National.
La colonna sonora è stata pubblicata dall'etichetta Decca Records il 10 dicembre 2021 in formato digitale e il 24 gennaio 2022 in formato CD e vinile.

### Album

#### Tracce
Testi di Matt Berninger e Carin Besser, musiche di Aaron Dessner e Bryce Dessner.
1. Aaron Dessner e Bryce Dessner e London Contemporary Orchestra – Intro – 0:37
2. Aaron Dessner, Bryce Dessner, Víkingur Ólafsson e London Contemporary Orchestra – Opening – 1:58
3. Haley Bennett, Aaron Dessner, Bryce Dessner, Víkingur Ólafsson e London Contemporary Orchestra – Someone To Say – 4:21
4. Peter Dinklage, Aaron Dessner, Bryce Dessner, Víkingur Ólafsson e London Contemporary Orchestra – When I Was Born – 2:04
5. Aaron Dessner, Bryce Dessner, Víkingur Ólafsson e London Contemporary Orchestra – Dying – 1:09
6. Peter Dinklage, Aaron Dessner, Bryce Dessner, Víkingur Ólafsson e London Contemporary Orchestra – Madly – 3:27
7. Aaron Dessner, Bryce Dessner, Víkingur Ólafsson e London Contemporary Orchestra – Ten Men Fight – 1:44
8. Peter Dinklage, Aaron Dessner, Bryce Dessner, Víkingur Ólafsson e London Contemporary Orchestra – Your Name – 3:12
9. Aaron Dessner, Bryce Dessner, Víkingur Ólafsson e London Contemporary Orchestra – Garrison Arrival – 1:06
10. Aaron Dessner, Bryce Dessner, Víkingur Ólafsson e London Contemporary Orchestra – Not A Toy – 1:56
11. Peter Dinklage, Kelvin Harrison Jr., Aaron Dessner, Bryce Dessner, Víkingur Ólafsson e London Contemporary Orchestra – Someone To Say (Reprise) – 2:51
12. Haley Bennett, Peter Dinklage, Kelvin Harrison Jr., Aaron Dessner, Bryce Dessner, Víkingur Ólafsson e London Contemporary Orchestra – Every Letter (Radio Edit) – 3:13
13. Aaron Dessner, Bryce Dessner, Víkingur Ólafsson e London Contemporary Orchestra – I Love You – 3:23
14. Haley Bennett, Aaron Dessner, Bryce Dessner, Víkingur Ólafsson e London Contemporary Orchestra – I Need More (Radio Edit) – 3:39
15. Haley Bennett, Peter Dinklage, Aaron Dessner, Bryce Dessner, Víkingur Ólafsson e London Contemporary Orchestra – Overcome – 4:26
16. Aaron Dessner, Bryce Dessner, Víkingur Ólafsson e London Contemporary Orchestra – The Kiss – 1:37
17. Aaron Dessner, Bryce Dessner, Víkingur Ólafsson e London Contemporary Orchestra – Marry Christian – 2:46
18. Ben Mendelsohn, Aaron Dessner, Bryce Dessner, Víkingur Ólafsson e London Contemporary Orchestra – What I Deserve – 2:52
19. Aaron Dessner, Bryce Dessner, Víkingur Ólafsson e London Contemporary Orchestra – Saying Goodbye – 1:44
20. Kelvin Harrison Jr., Glen Hansard, Sam Amidon, Aaron Dessner, Bryce Dessner, Víkingur Ólafsson e London Contemporary Orchestra – Close My Eyes – 4:03
21. Glen Hansard, Sam Amidon, Scott Folan, Aaron Dessner, Bryce Dessner, Víkingur Ólafsson e London Contemporary Orchestra – Whenever I Fall - Part 1 – 6:08
22. Aaron Dessner, Bryce Dessner, Víkingur Ólafsson e London Contemporary Orchestra – Whenever I Fall - Part 2 – 6:01
23. Aaron Dessner, Bryce Dessner, Víkingur Ólafsson e London Contemporary Orchestra – He Will Be Here – 3:39
24. Aaron Dessner, Bryce Dessner, Víkingur Ólafsson e London Contemporary Orchestra – Cyrano's Message – 1:29
25. Haley Bennett, Peter Dinklage, Aaron Dessner, Bryce Dessner, Víkingur Ólafsson e London Contemporary Orchestra – No Cyrano – 4:11
26. The National – Somebody Desperate – 3:55
27. Aaron Dessner, Bryce Dessner e Víkingur Ólafsson – Saying Goodbye (Piano Solo) – 1:26

## Promozione
Il 26 agosto 2021 sono state pubblicate le prime immagini ufficiali del film tramite la rivista Vanity Fair.
Il primo trailer del film è stato distribuito il 6 ottobre 2021.
Peter Dinklage ha presentato il film al The Late Show with Stephen Colbert del conduttore statunitense Stephen Colbert cantando in diretta televisiva la canzone Your Name eseguita assieme a Aaron Dessner e Bryce Dessner.

## Distribuzione
Cyrano è stato presentato in anteprima al Telluride Film Festival il 2 settembre 2021.
È stato presentato in anteprima in Italia il 16 ottobre 2021 in concorso nella selezione ufficiale della Festa del Cinema di Roma 2021 e il 18 ottobre a Noto in due anteprime speciali introdotte dal regista Joe Wright al Teatro comunale Tina Di Lorenzo.
La première britannica si è svolta il 7 dicembre 2021 all’Odeon Leicester Square di Londra.
La première statunitense si sarebbe dovuta svolgere il 16 dicembre 2021 al Academy Museum of Motion Pictures di Los Angeles ma la United Artists Releasing ha deciso di cancellare l’evento per una maggiore cautela dovuta alla variante Omicron modificando i piani di uscita del film nel tentativo di posizionarsi meglio per la qualificazione e la contesa degli Academy Awards: il film ha avuto una distribuzione esclusiva di una settimana nelle sale a Los Angeles il 17 dicembre 2021, prima di un'uscita cinematografica limitata pianificata il 21 gennaio 2022, per poi espandersi nelle settimane successive.
Il film è stato ampiamente distribuito nelle sale negli Stati Uniti d’America e nel Regno Unito il 25 febbraio 2022.
L’uscita del film era originariamente previsto per un'uscita cinematografica limitata negli Stati Uniti il 25 dicembre 2021, ma la data di uscita è stata poi spostata al 31 dicembre.
La data di uscita negli Stati Uniti d’America è stata spostata a una versione limitata dal 28 gennaio all'11 febbraio per essere successivamente spostato di nuovo a una versione esclusivamente ampia il 25 febbraio, senza una versione limitata, nella stessa data della sua uscita nel Regno Unito.
L'uscita nel Regno Unito era originariamente prevista per il 14 gennaio 2022, ma è stata posticipata dalla Universal Pictures a seguito della terza ondata della variante Ominicron.
Mentre in Italia il film è stato distribuito dalla Eagle Pictures, la cui programmazione era inizialmente prevista per il 21 gennaio 2022, è stato invece posticipato al 3 marzo dello stesso anno.

### Data d’uscita
| Paese                                                                          | Titolo                                                               | Data             |
| ------------------------------------------------------------------------------ | -------------------------------------------------------------------- | ---------------- |
| Corea del Sud, Filippine                                                       | 시라노 (titolo coreano), Cyrano                                      | 23 febbraio 2022 |
| Argentina, Australia, Kazakistan, Nuova Zelanda, Portogallo, Russia            | Cyrano, Сирано (titolo russo)                                        | 24 febbraio 2022 |
| Canada, Regno Unito, Irlanda, Giappone, Lettonia, Turchia, Taiwan, Stati Uniti | Cyrano (シラノ?) (titolo giapponese), 情聖西哈諾 (titolo taiwanese), | 25 febbraio 2022 |
| Austria, Germania, Croazia Italia, Lituania, Serbia, Grecia                    | Cyrano, Συρανό ντε Μπερζεράκ (titolo greco)                          | 3 marzo 2022     |
| Estonia, Lituania, Polonia                                                     | Cyrano                                                               | 4 marzo 2022     |
| Paesi Bassi, Singapore                                                         | Cyrano                                                               | 10 marzo 2022    |
| Spagna, Sri Lanka                                                              | Cyrano                                                               | 11 marzo 2022    |
| Francia, Belgio                                                                | Cyrano                                                               | 30 marzo 2022    |
| Israele                                                                        | Cyrano                                                               | 31 marzo 2022    |
| Brasile, Cile, Messico, Venezuela                                              | Cyrano                                                               | 14 aprile 2022   |
| Svezia                                                                         | Cyrano                                                               | 22 aprile 2022   |

### Edizione italiana
La direzione del doppiaggio è stata curata da Mario Cordova i dialoghi italiani sono stati curati da Edoardo Cannata, per conto della Laser Digital Film.

### Edizioni home video
Il film è disponibile in formato digitale negli Stati Uniti d'America dal 5 aprile 2022 e in DVD e Blu-ray dal 19 aprile 2022 dalla Universal Pictures Home Entertainment.
Il film è disponibile in formato digitale in Italia dal 6 maggio 2022 e in DVD e Blu-ray dal 25 maggio 2022 dalla Eagle Pictures.

### Streaming
Cyrano è stato reso disponibile l'8 settembre 2022 su Prime Video, a seguito dell'acquisizione della Metro-Goldwyn-Mayer del 17 marzo 2022 da parte di Amazon.com è ufficialmente una sussidiaria di Amazon Studios.

## Accoglienza

### Incassi
Cyrano ha incassato 3873124 $ negli Stati Uniti e 2518693 $ nel resto del mondo, per un incasso complessivo di 6391817 $, a fronte di un budget di produzione di 30 milioni di dollari.

### Critica
Il film è stato accolto in maniera positiva dalla critica. L'aggregatore di recensioni Rotten Tomatoes ha un indice di gradimento del 85% basato su 235 recensioni, con un voto medio di 7,3 su 10; il consenso critico del sito recita: “Irregolare ma alla fine difficile da resistere, Cyrano di Joe Wright dà una svolta musicale ben recitata al racconto classico spesso adattato.“ Metacritic, invece, ha dato al film un punteggio pari a 66 su 100, basato su 46 recensioni.

## Riconoscimenti
- 2022 – Premio Oscar[29]
  - Candidatura per i Migliori costumi a Massimo Cantini Parrini e Jacqueline Durran
- 2022 – Golden Globe[30]
  - Candidatura per il Miglior film commedia o musicale
  - Candidatura per il Miglior attore in un film commedia o musicale a Peter Dinklage
- 2022 – Premio BAFTA[31]
  - Candidatura per il Miglior film britannico
  - Candidatura per la Migliore scenografia a Sarah Greenwood e Katie Spencer
  - Candidatura per i Migliori costumi a Massimo Cantini Parrini
  - Candidatura per il Miglior trucco e acconciatura a Alessandro Bertolazzi e Siân Miller
- 2022 – Costume Designers Guild Awards[32]
  - Candidatura per Excellence in Period Film a Massimo Cantini Parrini e Jacqueline Durran
- 2022 – Critics' Choice Awards[33]
  - Candidatura per il Miglior attore a Peter Dinklage
- 2022 – Premio Flaiano[34]
  - Migliori costumi a Massimo Cantini Parrini
- 2022 – Satellite Award[35]
  - Migliori costumi a Massimo Cantini Parrini
  - Candidatura per il Miglior film commedia o musicale
  - Candidatura per il Miglior attore a Peter Dinklage
- 2022 – Hollywood Critics Association Film Awards[36]
  - Candidatura per il Miglior film commedia o musicale
  - Candidatura per il Miglior attore a Peter Dinklage
  - Candidatura per il Migliore canzone originale per Every Letter cantata da Peter Dinklage, Haley Bennett e Kelvin Harrison Jr.
- 2021 – Washington D.C. Area Film Critics Association[37]
  - Candidatura per la migliore colonna sonora a Aaron Dessnere Bryce Dessner
- 2021 – Detroit Film Critics Society[38]
  - Miglior film
  - Miglior attore a Peter Dinklage
  - Candidatura per il Miglior colonna sonora a Aaron Dessner e Bryce Dessner
- 2021 – Festa del Cinema di Roma[39]
  - In concorso nella Selezione ufficiale